# Aquilegia eximia
Aquilegia eximia es una especie de planta herbácea de la familia de las ranunculáceas. Es un endemismo de California, donde crece en el bosque húmedo de la costa. 

## Descripción
Es una hierba perennifolia que crece de un grueso caudex y que varía en altura, alcanzando una altura máxima de cerca de 1,5 metros. Las hojas inferiores se dividen en grandes segmentos de hoja de hasta 4 o 5 centímetros de largo y tienen un lóbulo de forma ovalada. Las hojas más lejanas en el tallo no están segmentadas, pero puede ser profundamente lobuladas. La inflorescencia tiene una flor grande. Cada flor tiene cinco sépalos planos de color rojo brillante a naranja-rojo de hasta casi 3 centímetros de largo, y cinco pétalos que tienen unos espolones huecos de hasta 4 centímetros de largo, de color rojo anaranjado brillante en la superficie exterior y del interior de color amarillo anaranjado a amarillo. La boca de cada tubo hueco del pétalo tiene de hasta un centímetro de ancho. Los sépalos y los pétalos se reflejan generalmente hacia el tallo y los cinco pistilos y muchos estambres delgados extienden hacia delante desde el centro de la flor.

## Taxonomía
Aquilegia eximia fue descrita por Van Houtte ex Planch. y publicado en Journal Général d'Horticulture 12: 13, pl. 1188. 1857.
Etimología
Ver: Aquilegia
eximia: epíteto latino que significa "distinguida".
Sinonimia
- Aquilegia adiantoides Greene
- Aquilegia fontinalis J.T.Howell
- Aquilegia tracyi Jeps.[3]